# Parafia Wszystkich Świętych w Karniewie
Parafia pw. Wszystkich Świętych w Karniewie – parafia należąca do dekanatu makowskiego, diecezji płockiej, metropolii warszawskiej.
Została erygowana w 1376.